# Innocenzo Gorgoni
Innocenzo Gorgoni (Galatina, 20 aprile 1708 – Roma, 1º settembre 1774) è stato un arcivescovo cattolico italiano.

## Biografia
Nato a Galatina, entrò nella congregazione dei celestini e, dopo l'ordinazione sacerdotale ricevuta il 24 marzo 1721, divenne abate di Santa Maria di Mejulano a Corropoli. Nel 1746 fu nominato vescovo di Penne e Atri da papa Benedetto XIV. Fu consacrato dal cardinale Joaquín Fernández de Portocarrero, assistito dall'arcivescovo Michele Palma e dal vescovo Paul Alphéran de Bussan, O.S.Io.Hieros. Nel 1763, dopo l'elevazione ad arcivescovo titolare di Emesa, fu nominato presidente della Pontificia accademia ecclesiastica, incarico da cui si dimise nel 1764.
Il 15 marzo 1761 fu nominato Assistente al Soglio Pontificio, incarico che ricopri anche dal 1762 al 1773.

## Genealogia episcopale
La genealogia episcopale è:
- Cardinale Sigismund von Kollonitz
- Cardinale Mihály Frigyes von Althann
- Cardinale Juan Álvaro Cienfuegos Villazón, S.I.
- Cardinale Joaquín Fernández de Portocarrero
- Arcivescovo Innocenzo Gorgoni, O.S.B.Coel.